# MetLife Stadium
MetLife Stadium is een American football stadion in East Rutherford (New Jersey). Het stadion opende zijn deuren in 2010. Vaste bespelers zijn de NFL clubs New York Giants en New York Jets. In 2026 zal de finale van het wereldkampioenschap voetbal in het stadion plaatsvinden.
Het stadion was gastheer van de Super Bowl XLVIII in 2014. Het stadion staat op dezelfde plaats waar het inmiddels afgebroken Giants Stadium stond. Tevens was het stadion gastheer van 3 wedstrijden in de Copa America in 2016. 
Op 4 februari 2024 werd bekendgemaakt dat in dit stadion de finale van wereldkampioenschap voetbal van 2026 wordt gespeeld. Die finale staat gepland voor 19 juli 2026.

## Interlands
| 10 augustus 2010 | Verenigde Staten – Brazilië   | 0 – 2 | Vriendschappelijk      | 77.223 |
| 14 juni 2011     | Canada – Panama               | 1 – 1 | Gold Cup 2011          | 20.109 |
| 14 juni 2011     | Guadeloupe – Verenigde Staten | 0 – 1 | Gold Cup 2011          | 20.109 |
| 27 mei 2012      | Mexico – Wales                | 2 – 0 | Vriendschappelijk      | 35.518 |
| 9 juni 2012      | Argentinië – Brazilië         | 4 – 3 | Vriendschappelijk      | 81.994 |
| 10 juni 2014     | Ierland – Portugal            | 1 – 5 | Vriendschappelijk      | 40.000 |
| 9 september 2014 | Brazilië – Ecuador            | 1 – 0 | Vriendschappelijk      | 35.975 |
| 31 maart 2015    | Argentinië – Ecuador          | 2 – 1 | Vriendschappelijk      | 48.000 |
| 19 juli 2015     | Trinidad en Tobago – Panama   | 1 – 1 | CONCACAF Gold Cup 2015 | 74.187 |
| 19 juli 2015     | Mexico – Costa Rica           | 1 – 0 | CONCACAF Gold Cup 2015 | 74.187 |
| 26 juni 2016     | Argentinië - Chili            | 0 – 0 | Copa América 2016      | 82.026 |

BMO Field (Toronto) · BC Place Stadium (Vancouver)
Estadio Akron (Guadalajara) · Aztekenstadion (Mexico-Stad) · Estadio BBVA (Monterrey)
Arrowhead Stadium (Kansas City) · AT&T Stadium (Dallas) · Gillette Stadium (Boston) · Hard Rock Stadium (Miami) · Levi's Stadium (San Francisco) · Lincoln Financial Field (Philadelphia) · Lumen Field  (Seattle) · Mercedes-Benz Stadium (Atlanta) · MetLife Stadium (New York/New Jersey) · NRG Stadium (Houston) · SoFi Stadium (Los Angeles)